# Перитоніт
Перитоні́т (лат. peritoneum очеревина + лат. -itis суфікс, який вказує на запалення) — запалення очеревини; часто виникає як ускладнення запальних захворювань органів черевної порожнини та при травмі живота.

## Етіологія
Запалення очеревини розвивається при потраплянні до неї патогенних мікроорганізмів або деяких хімічних речовин. У більшості випадків мікроорганізми переносяться до очеревини безпосередньо з якого-небудь запаленого осередку (патологічне вогнище), розташованого в одному з органів черевної порожнини (гострий апендицит, холецистит, аднексит, заворот кишечника і т. д.), а також при проникаючих пораненнях живота та при перфорації (прорив) порожнистих органів черевної порожнини (перфорація шлунку та кишки, жовчного міхура і т. д.). Рідше збудник заноситься гематогенним шляхом з віддаленого вогнища (тонзиліт, при сепсисі тощо). Також причиною перитоніту можуть бути внутрішні кровотечі в черевну порожнину, злоякісні пухлини органів черевної порожнини IV стадія з розпадом, гострі запальні захворювання органів малого тазу (аднексит, оофорит, тощо), апоплексія яєчника, позаматкова вагітність (дивитись пельвіоперитоніт).

## Класифікація
За клінічним перебігом:
- гострий
- хронічний (інколи підгострий)

За розповсюдженням запальних явищ:
- місцевий (запалення поширюється на відносно обмежену одну анатомічну ділянку)
- розлитий (інколи дифузний, коли запалення охоплює більше двох анатомічних ділянок очеревини)
- загальний (тотальний, панперитоніт, запалення розповсюджується майже на всю очеревину)

За збудником:
- інфекційний
- не інфекційний (асептичний)

## Клінічний перебіг
Клінічна картина перитоніту різноманітна та залежить від комплексу факторів.
Найтяжчою формою є загальний перитоніт, який розвивається внаслідок раптового надходження в черевну порожнину шлунково-кишкового вмісту (при прориві порожнистого органу), або гною (при прориві гнійника). У цих випадках раптово з'являється дуже сильний гострий біль у животі. До цього невдовзі приєднується нудота та блювання. Блювання безперервно повторюється. Спочатку в блювотних масах містяться залишки їжі, потім з'являється зеленуватого кольору рідина. Біль у животі зростає, стає нестерпним. Незначні рухи хворого або доторкання до живота викликають загострення болю. Живіт стає напруженим. При його пальпації чітко визначається напруження черевної стінки. Загальний стан різко погіршується, шкірні покриви стають блідими, пульс частим, дихання поверхневим, дихальні екскурсії черевної стінки обмежені або відсутні. Температура тіла підвищується. Причому температура в пахвинній ямці значно нижча, аніж у прямій кишці. Надалі настає парез кишки та здуття живота. При аускультації кишкові шуми у животі не прослуховуються. Різко змінюється зовнішній вигляд хворого, очі западають, ніс загострюється, обличчя вкривається холодним липким потом, з'являється ціаноз, язик стає сухим.
У тих випадках, коли перитоніт розвивається внаслідок переходу запалення з того чи іншого органу черевної порожнини, загальний стан та суб'єктивні скарги хворого спочатку залишаються характерними для запаленого органу черевної порожнини. Але потім у загальному стані настає різке погіршення. Біль у животі стає більш розлитим, перестають прослуховуватися перистальтичні шуми. Вирішальне значення для діагнозу у цих випадках мають пальпаторні дані. Якщо раніше хворобливість та напруга черевної стінки визначалися у ділянці первинного запаленого вогнища, то при перитоніті вони швидко охоплюють весь живіт.
При обмеженому перитоніті спочатку визначаються тільки симптоми, характерні для запалення органу черевної порожнини (апендицит, холецистит, аднексит і т. д.). Тільки через деякий час з'являються характерні симптоми: хворобливість та напруга черевної стінки відмічаються на певній ділянці живота, на інших ділянках живіт більш м'який, менш хворобливий та менш напружений.

### Клінічні прояви
- різкий біль у животі, що посилюється
- гарячка
- нудота та блювання, яке не приносить полегшення
- напруга м'язів передньої черевної стінки (дефанс)
- різка болючість при натисканні на передню черевну стінку
- симптом Блюмберга-Щоткіна (Блюмберга)
- Симптом несправжнього благополуччя — після перфорації хворий відчуває сильний біль, але потім біль стихає, тому що рецептори на очеревині адаптуються, це є небезпечним моментом, але потім через 1-2 годину біль з'являється з новою силою в результаті розвинення запалення.

## Лікування
Вибір методу лікування залежить від багатьох факторів. Один з важливих — є час госпіталізації. Негайна операція усуває причину перитоніту, а також санація та дренування черевної порожнини зменшує інфекційно-токсичне навантаження на організм. Одночасно проводиться інтенсивна терапія: інфузія ізотонічного розчину хлориду натрію, розчинів глюкози, плазми, кровозамінників, а також серцеві засоби та антибіотики.